# Раевский сельский совет (Синельниковский район)
Раевский сельский совет (укр. Раївська сільська рада) — входит в состав
Синельниковского района
Днепропетровской области
Украины.
Административный центр сельского совета находится в 
с. Раевка.

## Населённые пункты совета
- с. Раевка
- с. Богуславка
- с. Весёлое
- с. Георгиевка
- с. Морозовское
- с. Миролюбовка
- с. Новый Посёлок